# Michał Kowal
Michał Kowal (ur. 1 maja 1975 w Puławach) – polski naukowiec, fizyk teoretyk, doktor habilitowany nauk fizycznych, specjalista w zakresie fizyki jądrowej, w szczególności fizyki jąder ciężkich i superciężkich, analizy szans ich wytworzenia i badań nad ich stabilnością.

## Stopnie naukowe
- W roku 1999 na podstawie pracy „Efekty kanału wejściowego w zderzeniach ciężkich jonów” został magistrem na Wydziale matematyki i fizyki Uniwersytetu Marii Curie-Skłodowskiej.
- Pracę doktorską pod tytułem „Synteza i własności jąder ciężkich i superciężkich” obronił w roku 2004 na Wydziale matematyki i fizyki Uniwersytetu Marii Curie-Skłodowskiej.
- W roku 2014 w Narodowym Centrum Badań Jądrowych otrzymał stopień naukowy doktora habilitowanego na podstawie pracy „Egzotyczne Konfiguracje w najcięższych układach jądrowych”.

## Zainteresowania badawcze[1][2]
- Przewidywania przekrojów czynnych (prawdopodobieństw syntezy) istniejących i planowanych jąder superciężkich.
- Analiza stabilności – rachunki czasów życia jąder najcięższych.
- Wyznaczanie podstawowych własności jądrowych: mas jądrowych, deformacji, barier rozszczepieniowych, energii rozpadów jądrowych, poprawek kwantowych itd.
- Badanie egzotycznych konfiguracji jądrowych i nietypowych topologii: tetraedrów, super-deformacji w tym typu „oblate” (SDO) oraz jąder zdeformowanych „oktupolowo”.
- Zagadnienia wibracji i rotacji jądrowej.
- Zagadka istnienia hiper-deformacji w jądrach aktynowców.
- Izomery rozszczepieniowe oraz wysoko-spinowe stany jądrowe (izomery-K).
- Analiza procesu rozszczepiania i rozpadu alfa.

## Staże naukowe i pobyty w ośrodkach naukowych
2001 Visitor at ULB, Bruxelles, Belgium; 2001 i 2002 – Visiting scientist at CNRS, Strasbourg, France; 2005, 2006, 2007 i 2008 Visiting scientist at GSI, Darmstadt, Germany; 2011 Visiting scientist at LMU Munich Germany; 2011 Visiting scientist at CNRS Bordeaux France; 2013 Visiting Fellow at INT Seattle USA; w ICTP, Chiny, Pekin – pobyt kilkutygodniowy i wygłoszenie zaproszonych wykładów), poza tym krótkie pobyty w GANIL, w Dubnej.

## Publikacje i popularyzacja fizyki
Jest współautorem ponad 60 publikacji z zakresu fizyki jąder ciężkich i superciężkich cytowanych łącznie ponad 1500 razy oraz aktywnym popularyzatorem fizyki
Główny organizator cyklu wirtualnych seminariów dla całego międzynarodowego środowiska zajmującego się badaniami jąder.

## Członkostwo
Rada Naukowa NCBJ, Rada Naukowa SLCJ, PSFJ przy PTF.
Przewodniczący Rady Naukowej GANIL 